# Mouvement juif libéral de France
Le Mouvement juif libéral de France (MJLF) est une association cultuelle et culturelle juive libérale affiliée à la World Union for Progressive Judaism. 
Créé en 1977, le mouvement promeut la vie religieuse et culturelle juive au travers d'un centre communautaire et de deux synagogues.

## Histoire

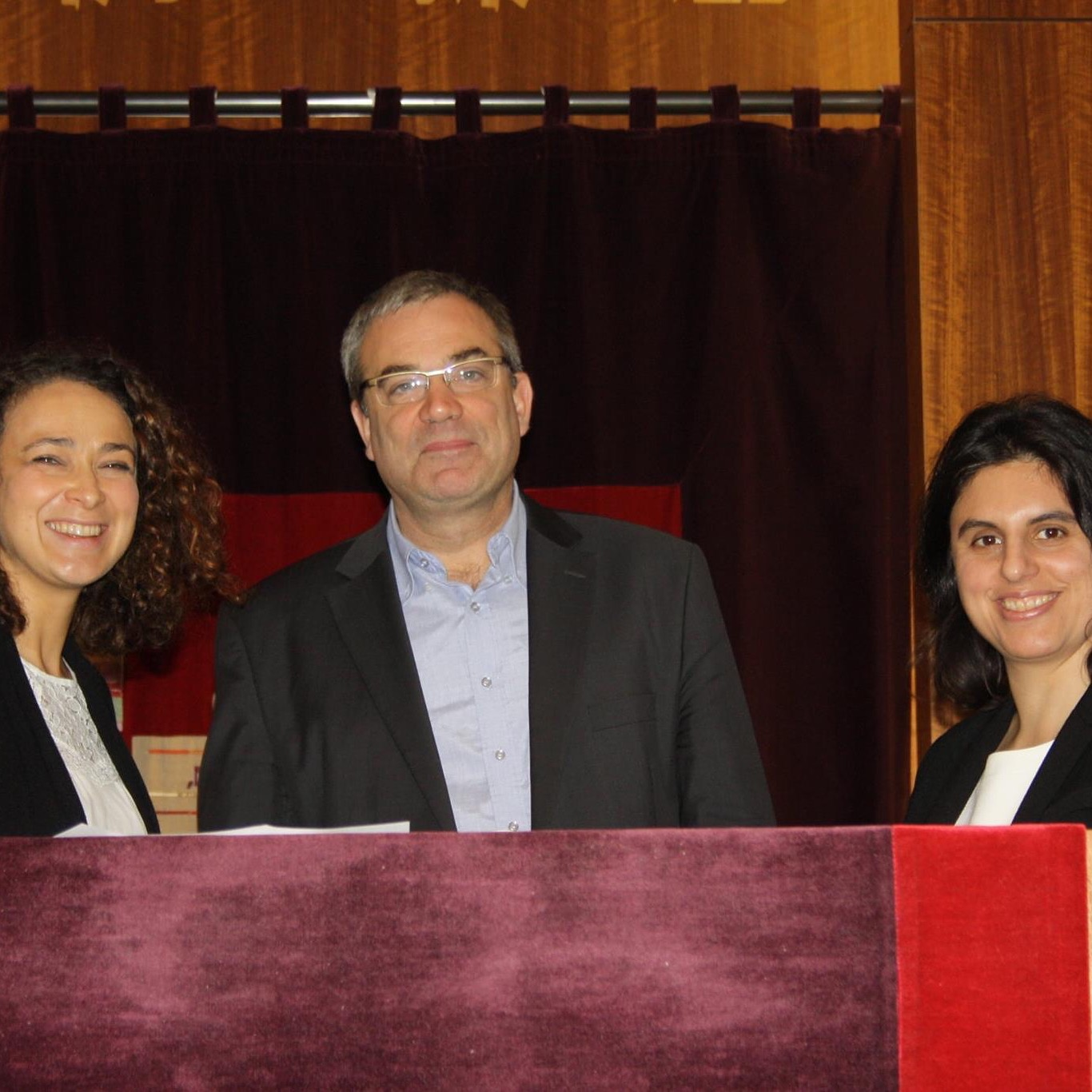
Les rabbins du MJLF Delphine Horvilleur, Yann Boissière et Floriane Chinsky.

Le MJLF est créé le 2 juin 1977 par une cinquantaine de familles issue de l'Union libérale israélite de France, fondée par Louis-Germain Lévy en 1907, autour et à l'initiative du rabbin Daniel Farhi, et de Roger Benarrosh et de Colette Kessler, alors président et directrice du Talmud Torah,. Daniel Farhi, Pauline Bebe, Gabriel Farhi, Célia Surget (en), Stephen Berkowitz,,,, Delphine Horvilleur, Yann Boissière et Floriane Chinsky sont parmi les rabbins ayant exercé au MJLF.
Une première  synagogue et maison communautaire est construite en 1980 au 11, rue Gaston-de-Caillavet, dans le 15e arrondissement de Paris, sur le Front-de-Seine, par l’architecte Ionel Schein,. Ce bâtiment est situé à quelques centaines de mètres de l'ancien Vel' d'Hiv'. Yann Boissière en est rabbin depuis 2012, après y avoir exercé les fonctions de directeur du Talmud thorah, et Delphine Horvilleur depuis 2008,.
Une deuxième synagogue est fondée en 1983 au 24 rue du Surmelin dans le 20e arrondissement de Paris. Y ont exercé les rabbins Stephen Berkowitz, Gabriel Farhi et Celia Surget. Depuis août 2014, elle a pour rabbin Floriane Chinsky.
L'association culturelle du MJLF est le centre culturel du Mouvement juif libéral de France, CCMJLF. Le MJLF est présidé par Gad Weil depuis mai 2018.

### Association avec l'Union libérale israélite de France
Le 23 septembre 2019, est annoncée la création de l'association Judaïsme en mouvement (JEM) regroupant dans une « maison commune », le Mouvement juif libéral de France et l'Union libérale israélite de France.

## Activité

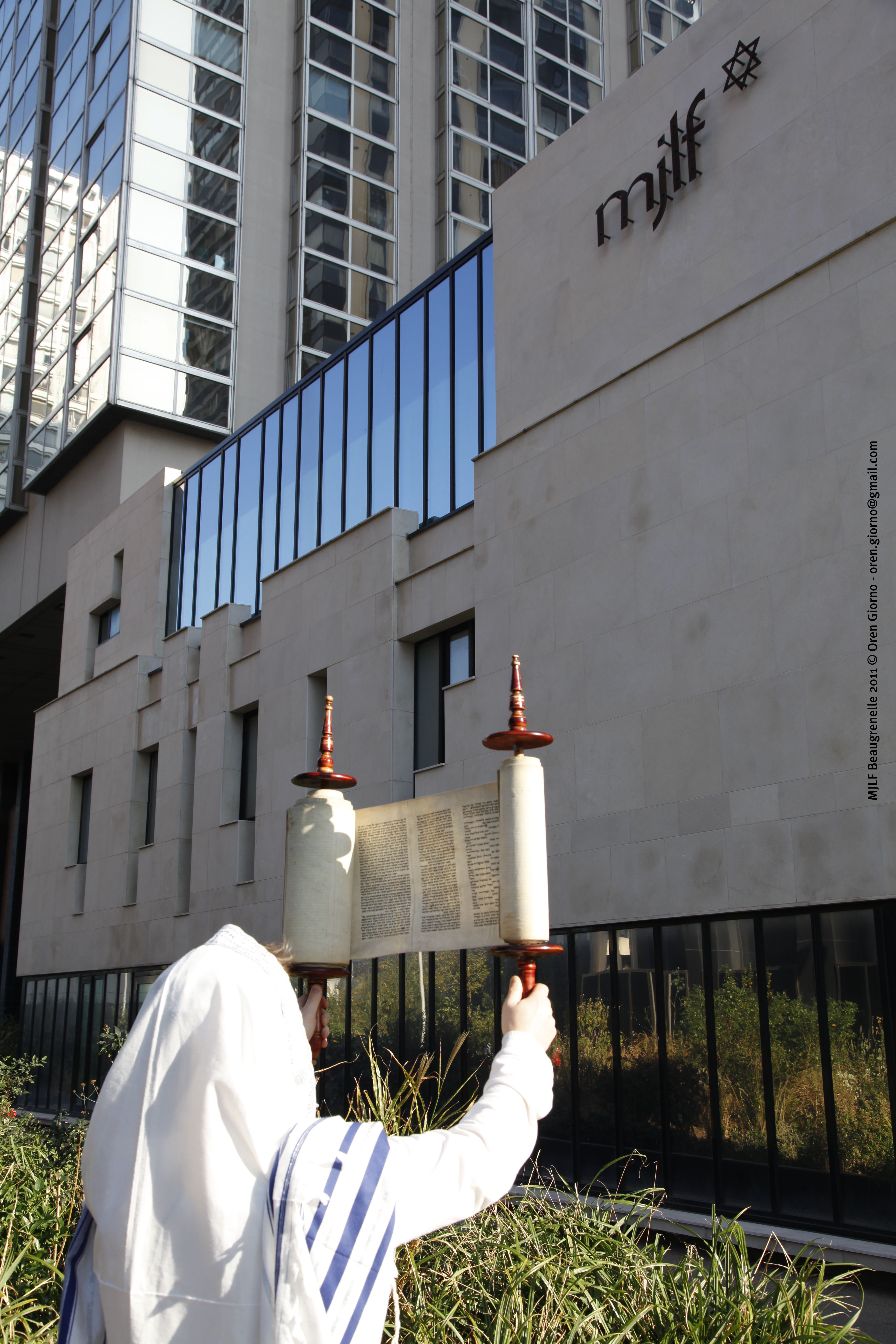
Vue du centre communautaire du MJLF (Mouvement juif libéral de France) depuis la dalle Beaugrenelle dans le de Paris, en novembre 2011, élévation de la Torah.

### Activités religieuses
Il y a des offices de prière le vendredi soir, le samedi matin et les fêtes, et un enseignement religieux. 
Le premier vendredi de chaque mois, un office de « Shabbat Alef » pour les enfants, de 2 à 6 ans et leurs familles a lieu, sous forme de conte musical et biblique. Il est suivi du « Shabbat Zimra », office chanté, sur des mélodies traditionnelles ou contemporaines, accompagné par des musiciens.

### Activités culturelles
Le CCMJLF organise des cours, des conférences et activités, dont la Journée de la culture et du livre juifs, ainsi que des forums, journées à thèmes, tables-rondes, rencontres inter-confessionnelles. Il publie la revue trimestrielle de pensée et de créativité juive Tenou'a. Créée en 1981 par le rabbin Daniel Farhi, cette revue est dirigée par le rabbin Delphine Horvilleur.